# UCI Oceania Tour 2015
De UCI Oceania Tour 2015 was de elfde editie van de UCI Oceania Tour, een van de vijf Continentale circuits op de wielerkalender 2015 van de UCI. Deze competitie liep van 8 januari tot en met 28 februari 2015.
Dit is een overzichtspagina met klassementen, ploegen en de winnaars van de belangrijkste UCI Oceania Tour wedstrijden in 2015.

## Uitslagen
| P | Joseph Cooper  |
| 1 | Jason Christie |
| 2 | Craig Evers    |
| 3 | James Oram     |
| 4 | Joshua Prete   |

| P | Will Clarke   |
| 1 | Cameron Meyer |
| 2 | Caleb Ewan    |
| 3 | Caleb Ewan    |
| 4 | Patrick Bevin |

## Eindklassementen
| Rang | Renner             | Punten |
| ---- | ------------------ | ------ |
| 1    | Taylor Gunman      | 152    |
| 2    | Patrick Bevin      | 135    |
| 3    | Joseph Cooper      | 100    |
| 4    | Jordan Kerby       | 74     |
| 5    | Jason Christie     | 72     |
| 6    | Thomas Davison     | 46     |
| 7    | James Oram         | 46     |
| 8    | Daniel Barry       | 44     |
| 9    | Samuel Horgan      | 30     |
| 10   | Neil Van der Ploeg | 29     |

| Rang | Ploegen                                    | Punten |
| ---- | ------------------------------------------ | ------ |
| 1    | Avanti Racing Team                         | 546    |
| 2    | Drapac Professional Cycling                | 155    |
| 3    | Team Budget Forklifts                      | 142    |
| 4    | Axeon Cycling Team                         | 46     |
| 5    | Data#3 Symantec p/b Scody                  | 30     |
| 6    | Charter Mason Giant Racing Team            | 25     |
| 7    | Hincapie Racing Team                       | 20     |
| 8    | NFTO                                       | 19     |
| 9    | UnitedHealthcare Professional Cycling Team | 14     |
| 9    | MTN-Qhubeka                                | 14     |

| Rang | Land          | Punten |
| ---- | ------------- | ------ |
| 1    | Nieuw-Zeeland | 1215,4 |
| 2    | Australië     | 775    |

2005 · 
2006 · 
2007 · 
2008 · 
2009 · 
2010 · 
2011 · 
2012 · 
2013 ·
2014 ·
2015 ·
2016 ·
2017 ·
2018 ·
2019 · 2020 · 2021 · 2022 · 2023 · 2024 · 2025
Belangrijkste wedstrijden

New Zealand Cycle Classic · Herald Sun Tour · Cadel Evans Great Ocean Road Race (voormalig)
 Cadel Evans Great Ocean Road Race ·
 Herald Sun Tour